# Günter Perleberg
Günter Perleberg (Brandenburg an der Havel 6 februari 1931 - Garbsen, 1 augustus 2019) was een Duits kanovaarder.
Perleberg won tijdens de Olympische Zomerspelen 1960 de gouden medaille in de K-1 4x500 meter, dit onderdeel stond alleen in Rome op het olympische programma. Daarnaast was het de enige olympische gouden teammedaille behaald door het Duits eenheidsteam op de Olympische Spelen waarbij het aantal Oost-Duitse en West-Duitse in evenwicht was. Perleberg won in 1963 met de Oost-Duitse ploeg de wereldtitel op de K-4 1000 meter en de bronzen medaille op de K-1 4x500 meter.
In 1964 won Perleberg de olympische zilveren medaille in de K-4 1000 meter.

## Belangrijkste resultaten

### Olympische Zomerspelen
| Editie | Plaats | Resultaten |
| ------ | ------ | ---------- |
| 1960   | Rome   | K-1 4x500m |
| 1964   | Tokio  | K-4 1000m  |

### Wereldkampioenschappen vlakwater
| Jaar | Plaats | Resultaten             |
| ---- | ------ | ---------------------- |
| 1963 | Jajce  | K-4 1000m · K-1 4x500m |

1960: Dieter Krause & Paul Lange & Günter Perleberg & Friedhelm Wentzke
- Gemeinsame Normdatei: 103510802X
- International Standard Name Identifier: 0000 0004 0919 7196
- Virtual International Authority File: 302714400